# Талассемия
Талассеми́и  — наследственные заболевания крови, для которых характерно снижение выработки гемоглобина. Симптомы зависят от типа патологии и могут варьироваться от незначительных до тяжёлых. Часто наблюдается анемия от легкой до тяжёлой степени (низкий уровень эритроцитов или гемоглобина), что может приводить к ощущению усталости. Также могут наблюдаться проблемы с костями, увеличение селезенки, желтизна кожи и слизистых, а также потемнение мочи. У детей может наблюдаться замедление роста.
Талассемии вызываются генетическими нарушениями. Существует два основных типа: альфа-талассемия и бета-талассемия. Тяжесть альфа- и бета-талассемии зависит от того, сколько из четырёх генов альфа-глобина или двух генов бета-глобина отсутствуют. Диагноз обычно ставится с помощью анализов крови, включая общий анализ крови, специальные и генетические тесты. Диагноз может быть поставлен до рождения с помощью пренатального тестирования.
По состоянию на 2015 год талассемия встречается примерно у 280 миллионов человек, из которых около 439 000 человек страдают тяжелым заболеванием. Эта патология наиболее распространена среди людей греческого, итальянского, ближневосточного, южноазиатского и африканского происхождения. Мужчины и женщины имеют одинаковые показатели заболеваемости. В 2015 году патология привела к гибели 16 800 человек по сравнению с 36 000 смертей в 1990 году. Люди с лёгкой степенью талассемии, аналогично пациентам с серповидно-клеточной анемией, имеют некоторую защиту от малярии, что объясняет, почему они чаще встречаются в тех регионах, в которых существует  малярия.

## Признаки и симптомы
- Перегрузка железом (гемохроматоз): у людей с талассемией может возникать перегрузка железом либо из-за самой патологии, либо из-за частых гемотрансфузий. Избыток железа может привести к повреждению сердца, печени и эндокринной системы, включая железы, вырабатывающие гормоны, регулирующие процессы во всем организме. Повреждение характеризуется чрезмерными отложениями железа. Без адекватной железохелатирующей терапии почти у всех пациентов с бета-талассемией накапливаются потенциально фатальные уровни железа[11].
- Инфекция: люди с талассемией имеют повышенный риск инфекций. Это особенно вероятно, если селезёнка была удалена[12].
- Деформации костей: Талассемия может вызвать гиперплазию костного мозга, что вызывает нарушения структуры костей, особенно лица и черепа. Гиперплазия костного мозга также делает кости тонкими и ломкими, увеличивая риск переломов костей[13].
- Увеличение селезёнки (спленомегалия): селезёнка помогает бороться с инфекцией и фильтрует старые или повреждённые клетки крови. Талассемия часто сопровождается разрушением большого количества эритроцитов, и фильтрация этих клеток вызывает увеличение селезёнки. Спленомегалия может усугубить анемию и сократить срок жизни перелитых эритроцитов. Серьезное увеличение селезёнки может потребовать ее удаления[14].
- Замедление темпов роста: анемия может привести[15] к замедлению роста ребёнка. Половое созревание также может быть задержано у детей с талассемией[16].
- Проблемы с сердцем: такие заболевания, как застойная сердечная недостаточность и нарушения сердечного ритма, могут быть связаны с тяжёлой талассемией[17].

## Структурная биология гемоглобина
Нормальные гемоглобины человека представляют собой тетрамерные белки, состоящие из двух пар глобиновых цепей, каждая из которых содержит одну альфа-подобную (α-подобную) цепь и одну бета-подобную (β-подобную) цепь. Каждая цепь глобина связана с железосодержащим фрагментом гема. На протяжении всей жизни синтез альфа-подобных и бета-подобных (также называемых неальфа-подобными) цепей уравновешивается, так что их соотношение относительно постоянно и избытка какого-либо типа нет. Специфические альфа- и бета-подобные цепи, входящие в состав гемоглобина, строго регулируются во время развития:
- Эмбриональные гемоглобины экспрессируются уже на четвертой-шестой неделе эмбриогенеза и исчезают примерно на восьмой неделе беременности, поскольку они замещаются фетальными гемоглобинами[18][19].  Эмбриональные гемоглобины включают:         Hb Гоувер-1, состоящий из двух ζ-глобинов (зета-глобинов) и двух ε-глобинов (эпсилон-глобинов) (ζ2ε2)         Hb Гоувер-2, состоящий из двух альфа-глобинов и двух эпсилон-глобинов (α2ε2)         Hb Портланд, состоящий из двух дзета-глобинов и двух гамма-глобинов (ζ2γ2)
- Фетальный Hb (Hb F) вырабатывается примерно с 8-й недель беременности до рождения и составляет примерно 80% гемоглобина у доношенных новорожденных. Он снижается в течение первых нескольких месяцев жизни и в норме составляет <1% от общего гемоглобина к периоду раннего детства. Hb F состоит из двух альфа-глобинов и двух гамма-глобинов (α2γ2).
- Взрослый Hb (Hb A) является преобладающим гемоглобином у детей в возрасте шести месяцев и старше; он составляет 96-97% общего гемоглобина у лиц без гемоглобинопатии и состоит из двух альфа-глобинов и двух бета-глобинов (α2β2).
- Hb A2 — это второстепенный гемоглобин взрослого человека, который обычно составляет примерно 2,5–3,5% от общего гемоглобина, начиная с шестимесячного возраста. Состоит из двух альфа-глобинов и двух дельта-глобинов (α2δ2).

## Причина
Талассемия имеет аутосомно-рецессивный тип наследования. Как α-, так и β-талассемии часто наследуются по аутосомно-рецессивному типу. Сообщалось о случаях доминантно наследуемой α- и β-талассемии, первый из которых был в ирландской семье с двумя делециями 4 и 11 bp. в экзоне 3, прерванными вставкой 5 bp. в гене β-глобина. Для аутосомно-рецессивных форм заболевания оба родителя должны быть носителями, чтобы ребенок был поражён. Если оба родителя несут признаки гемоглобинопатии, риск рождения больного ребёнка составляет 25% для каждой беременности.
Гены, вовлечённые в талассемию, контролируют производство здорового гемоглобина. Гемоглобин связывает кислород в лёгких и высвобождает его, когда эритроциты достигают периферических тканей, таких как печень.

### Эволюция
Наличие единственного генетического варианта талассемии может защитить от малярии и, таким образом, может быть преимуществом. Люди, у которых диагностирована гетерозиготная (носительство) β-талассемия, имеют некоторую защиту от ишемической болезни сердца.

## Патофизиология
В норме большая часть гемоглобина взрослого человека (HbA) состоит из четырёх белковых цепей, двух α- и двух β-цепей глобина, расположенных в виде гетеротетрамера. При талассемии у пациентов обнаруживаются дефекты α- или β-глобиновой цепи, вызывающие образование аномальных эритроцитов.
Талассемии классифицируют в зависимости от того, какая цепь молекулы гемоглобина поражена. При α-талассемии нарушается продукция цепи α-глобина, а при β-талассемии – продукция цепи β-глобина.
Цепи β-глобина кодируются одним геном на хромосоме 11; Цепи α-глобина кодируются двумя тесно сцепленными генами на 16-й хромосоме. Таким образом, у нормального человека с двумя копиями каждой хромосомы два локуса кодируют β-цепь, а четыре локуса кодируют α-цепь. Делеция одного из α-локусов широко распространена у лиц африканского или азиатского происхождения, что повышает вероятность развития у них α-талассемии. β-талассемии распространены не только у африканцев, но и у греков и турок.

### Альфа-талассемия
Связана с мутациями в генах HBA1 и HBA2. Есть всего 4 локуса, кодирующего α-цепи. Наличие мутации в одном из локусов приводит к минимальным клиническим проявлениям. Нарушения в двух локусах выражаются лёгкой формой анемии. При мутациях в трёх локусах возникает значительное уменьшение продукции α-глобина. При этом избыточные цепи β-глобина образуют нестабильные тетрамеры — гемоглобин Н. Эта форма носит также название гемоглобинопатии Н. Характер заболевания может варьироваться от лёгкой до тяжёлой картины гипохромной микроцитарной анемии. Присутствие мутаций во всех четырёх аллелях альфа-глобина не совместимо с жизнью. Ребёнок с такой патологией погибает внутриутробно или вскоре после рождения. Из пуповинной крови таких детей можно выделить гемоглобин Барта. Альфа-талассемия часто встречается у людей из Юго-Восточной Азии, Ближнего Востока, Китая и у лиц африканского происхождения.
| # отсутствующих аллелей | Типы альфа-талассемии         | Симптомы                                                                    |
| ----------------------- | ----------------------------- | --------------------------------------------------------------------------- |
| 1                       | Бессимптомное носительство    | нет                                                                         |
| 2                       | Нет симптомов                 | небольшая анемия                                                            |
| 3                       | Болезнь гемоглобина Н         | анемия легкой и средней степени тяжести; можно вести нормальный образ жизни |
| 4                       | Отёчный синдром новорожденных | смерть обычно наступает внутриутробно или при рождении                      |

### Бета-талассемия
Бета-талассемия возникает из-за мутаций в гене HBB на хромосоме 11, которые также наследуются по аутосомно-рецессивному типу. Тяжесть заболевания зависит от характера мутации и наличия мутаций в одном или обоих аллелях.
Мутированные аллели называются β+, когда частично сохраняется функция (либо белок имеет пониженную функцию, либо он функционирует нормально, но вырабатывается в уменьшенном количестве) или βo, когда функционирующий белок не вырабатывается.
Положение обоих аллелей определяет клиническую картину:
- Большая β-талассемия (средиземноморская анемия или анемия Кули) вызывается генотипом βo/βo. Функциональные β-цепи не образуются, поэтому сборка гемоглобина А невозможна. Это наиболее тяжелая форма β-талассемии;
- Промежуточная бета-талассемия вызывается генотипом β+/β0 или β+/β+. В этой форме вырабатывается некоторое количество гемоглобина А;
- Малая β-талассемия вызывается генотипом β/βo или β/β+. Только один из двух аллелей β-глобина содержит мутацию, поэтому продукция β-цепи не сильно нарушена, и патология может протекать относительно бессимптомно.

Бета-талассемия чаще всего встречается у людей средиземноморского происхождения. В меньшей степени могут быть затронуты представители Китая, другие выходцы из Азии и афроамериканцы.

### Дельта-талассемия
Помимо альфа- и бета-цепей, присутствующих в гемоглобине, около 3% взрослого гемоглобина состоит из альфа- и дельта-цепей. Как и при бета-талассемии, могут возникать мутации, влияющие на способность этого гена продуцировать дельта-цепи.

### Комбинированные гемоглобинопатии
Талассемия может сосуществовать с другими гемоглобинопатиями. Наиболее распространенными из них являются:
- Гемоглобин Е/талассемия: распространен в Камбодже, Таиланде и некоторых частях Индии, клинически подобен большой β-талассемии или промежуточной талассемии.
- Гемоглобин S / талассемия: распространена среди населения Африки и Средиземноморья, клинически похожа на серповидноклеточную анемию с дополнительным признаком спленомегалии.
- Гемоглобин C/талассемия: распространенная среди населения Средиземноморья и Африки гемоглобин C/β0 талассемия вызывает умеренно тяжелую гемолитическую анемию со спленомегалией; талассемия с гемоглобином C / β + вызывает более легкое заболевание.
- Гемоглобин D/талассемия: часто встречается в северо-западной части Индии и Пакистана (регион Пенджаб)[30].

## Диагностика
Талассемию можно диагностировать с помощью полного анализа крови, электрофореза гемоглобина или высокоэффективной жидкостной хроматографии, а также при тестировании ДНК. Электрофорез гемоглобина малодоступен в развивающихся странах, но индекс Ментцера также можно использовать для диагностики талассемии; это не окончательный тест, но он может указывать на возможность талассемии. Индекс Ментцера можно рассчитать на основании полного результата анализа крови.

## Профилактика
Американский колледж акушеров и гинекологов рекомендует всем людям, планирующим забеременеть, пройти обследование на наличие талассемии. Генетическое консультирование и генетическое тестирование рекомендуются семьям, у которых есть признаки талассемии.
На Кипре существует политика скрининга для снижения заболеваемости талассемией, которая с момента реализации программы в 1970-х годах (включая пренатальный скрининг и аборты) сократила число детей, рождённых с этим заболеванием, с одного на каждые 158 рождений почти до нуля. В Греции также есть программа скрининга для выявления людей, которые являются носителями патологии.
В Иране в качестве добрачного скрининга в первую очередь проверяют индексы эритроцитов мужчины. Если выявляется микроцитоз (средний уровень гемоглобина в клетках < 27 пг или средний объем эритроцитов < 80 мкл), женщина проходит обследование. Если микроцитоз определяют у обоих исследуемых, измеряют их концентрации гемоглобина А2. Если оба имеют концентрацию выше 3,5% (диагностический признак талассемии), их направляют в местный назначенный медицинский пункт для генетического консультирования.
В Индии как правительство, так и неправительственные организации организуют крупномасштабные информационные кампании для продвижения добровольного добрачного скрининга, при этом браки между носителями категорически не приветствуются.

## Лечение
Лёгкая талассемия: люди с признаками талассемии не нуждаются в последующем медицинском наблюдении после постановки первоначального диагноза. Людей с  β-талассемии следует предупредить, что их состояние может быть неправильно диагностировано как более распространенная железодефицитная анемия. Им следует избегать рутинного приема добавок железа, но дефицит железа может развиться во время беременности или в результате хронического кровотечения. Консультирование показано всем лицам с генетическими нарушениями, особенно когда в семье существует риск тяжелой формы заболевания, которую можно предотвратить.
Лечение зависит от типа и тяжести заболевания. Лечение пациентов с более тяжелым заболеванием часто включает регулярные переливания крови, хелатирование железа и прием фолиевой кислоты. Хелатирование железа можно проводить с помощью дефероксамина, деферасирокса или деферипрона. Иногда вариантом может быть трансплантация костного мозга. Осложнения могут включать перегрузку железом из-за переливаний с последующими заболеваниями сердца или печени, инфекциями и остеопорозом. Если селезенка становится чрезмерно увеличенной, может потребоваться её хирургическое удаление. Больные талассемией, которые плохо реагируют на переливание крови, могут принимать гидроксимочевину или талидомид, а иногда и то и другое вместе. Гидроксимочевина — единственный одобренный FDA препарат для лечения талассемии. У пациентов, которые принимали 10 мг/кг гидроксимочевины каждый день в течение года, уровень гемоглобина был значительно выше, и это было хорошо переносимым лечением для пациентов, которые плохо реагировали на переливания крови. Другой индуктор гемоглобина включает талидомид, хотя он не был испытан в клинических условиях. Комбинация талидомида и гидроксимочевины привела к значительному повышению уровня гемоглобина у пациентов, зависимых от переливания крови, и пациентов, не зависимых от переливания крови.

### Анемия
Людям с тяжёлой формой талассемии требуется лечение. Схема переливания крови является первой эффективной мерой продления жизни.

### Терапия гормоном роста
Имеются некоторые свидетельства того, что заместительная терапия гормоном роста может способствовать увеличению скорости роста детей с талассемией .

### Перегрузка железом
Многократные переливания крови могут привести к перегрузке железом. Перегрузку железом, связанную с талассемией, можно лечить с помощью хелатотерапии с помощью  дефероксамина, деферипрона или деферасирокса. Эти методы лечения привели к увеличению продолжительности жизни больных большой талассемией.
Дефероксамин эффективен только в виде ежедневных инъекций, что усложняет его длительное использование. Однако это недорого и безопасно. Побочные эффекты включают первичные кожные реакции вокруг места инъекции и потерю слуха.
Деферасирокс и деферипрон являются пероральными препаратами, общие побочные эффекты которых включают тошноту, рвоту и диарею. Деферасирокс эффективен не для всех пациентов и может не подходить для пациентов с серьезными сердечными проблемами, связанными с перегрузкой железом, в то время как деферипрон, по-видимому, является наиболее эффективным средством при поражении сердца. Кроме того, стоимость деферасирокса также значительна.
В рандомизированных контролируемых исследованиях нет данных, подтверждающих необходимость приема добавок цинка для больных талассемией.

### Трансплантация костного мозга
Трансплантация костного мозга может дать возможность излечения молодых людей, у которых есть HLA-совместимый донор. Показатели успеха достигли диапазона 80–90%. Смертность от процедуры составляет около 3%. Нет рандомизированных контролируемых исследований, в которых проверялась бы безопасность и эффективность трансплантации костного мозга от неидентичного донора у лиц с β-талассемией, зависящих от переливания крови.
Реакция «трансплантат против хозяина» (РТПХ) является одним из побочных эффектов трансплантации костного мозга. Необходимы дальнейшие исследования, чтобы оценить, можно ли использовать мезенхимальные стромальные клетки для профилактики или лечения БТПХ.
Если у пациента нет HLA-совместимого совместимого донора, может быть предпринята попытка трансплантации костного мозга от гаплоидентичной матери ребенку (несовместимый донор). В исследовании с участием 31 человека выживаемость без талассемии составила 70 %, отторжение — 23 %, а смертность — 7 %. Наиболее положительные результаты, как правило, наблюдаются у очень молодых людей.

### Генная терапия
Изучаются возможности генной терапии при талассемии. Процедура включает сбор гемопоэтических стволовых клеток (ГСК) из крови больного человека. Затем к HSC добавляют ген бета-глобина с использованием лентивирусного вектора. После разрушения костного мозга пострадавшего дозой химиотерапии (схема миелоаблативного кондиционирования) измененные ГСК вводятся обратно пострадавшему, где они приживаются в костном мозге и размножаются. Это потенциально приводит к прогрессирующему увеличению синтеза гемоглобина А2 во всех последующих развивающихся красных кровяных тельцах с результирующим исчезновением анемии.
Хотя одному человеку с бета-талассемией больше не требовалось переливание крови после лечения в рамках исследовательского испытания, по состоянию на 2018 год это лечение не было одобрено.
В 2019 г. был одобрен бетибеглоген аутотемцел.
В 2023 году в Великобритании и США одобрен препарат эксагамглоген аутотемцел (Casgevy). Терапия на основе CRISPR-Cas9 направлена на лечение серповидноклеточной анемии и β-талассемии. Целевой ген BCL11A, подвергающийся редактированию, в норме предотвращает синтез фетального гемоглобина. Разрушая BCL11A препарат стимулирует синтез HbF, который не имеет дефектов гемоглобина взрослого (HbA), как у людей с серповидноклеточной анемией или β-талассемией.

## Эпидемиология
Альфа-талассемия распространена в Западной Африке и Южной Азии. Бета-талассемия часто встречается в странах Средиземноморья, Западной Азии, Северной Африки и на территории Поволжья в России. Это регионы, где распространена малярия. Гетерозиготные носители мутаций в генах альфа- и бета цепей гемоглобина являются более устойчивыми к малярийному плазмодию. Имеются очаги талассемии в Азербайджане, в равнинных районах которого гетерозиготная бета-талассемия наблюдается у 7—10 % населения.
Примерно 1,5% населения мира (80–90 миллионов человек) являются носителями β-талассемии. Однако точные данные о частоте переносчиков среди многих групп населения отсутствуют, особенно в развивающихся регионах мира, о которых известно или ожидается, что они сильно пострадают. Из-за распространенности заболевания в странах, где мало что известно о талассемии, доступ к надлежащему лечению и диагностике может быть затруднен. Хотя в развивающихся странах есть некоторые диагностические и лечебные учреждения, в большинстве случаев они не предоставляются государственными службами и доступны только пациентам, которые могут себе это позволить. В целом более бедные слои населения имеют доступ только к ограниченным диагностическим средствам и переливаниям крови. В некоторых развивающихся странах практически нет средств для диагностики или лечения талассемии.

## Этимология и синоним
Слово талассемия (/θælɪˈsiːmiə/) происходит от греческого thalassa (θάλασσα), «море», и новолатынского -emia (от греческого сложного корня -aimia (-αιμία), от haima (αἷμα), «кровь "). Он был придуман потому, что состояние под названием «средиземноморская анемия» было впервые описано у людей средиземноморской национальности. «Средиземноморская анемия» была переименована в большую талассемию после того, как генетика стала лучше изучена. Слово талассемия впервые было использовано в 1932 году.

## Исследования

### Индукция HbF
Индукция HbF представляет собой попытку реактивировать транскрипцию фетального глобинового гена. Усилия включают попытку разрушить промотор фетального глобинового гена.